# Stammliste des Hauses Salm
Stammliste des Hauses Salm

Wappen von Niedersalm (Altsalm)

Wappen von Obersalm

Das Haus Salm stellt einen Seitenzweig der Wigeriche dar, der durch den deutschen Gegenkönig Hermann von Salm begründet wurde.

## Stammliste

### Bis Ende des 14. Jahrhunderts
1. Hermann von Salm, 1081–1088 deutscher Gegenkönig, 1086–1088 Graf von Salm; ⚭ Sophia von Formbach, † nach 1088, Gräfin von Formbach, Tochter von Graf Meginhard V. – Vorfahren: siehe Stammliste der Wigeriche
  1. Hermann II. von Salm, † vor 1138, 1111 Graf von Salm; ⚭ Agnes, Tochter von Dietrich von Mousson, Graf in Altkirch und Pfirt (Haus Scarponnois)
    1. Heinrich I., 1130/70 bezeugt, 1133 Graf von Salm, † vor 1174; ⚭ Adelheid von Metz Egisheim, möglich Tochter von Hugo IX., Graf von Dagsburg
      1. Heinrich II., † 1200; ⚭ Joatte von Oberlothringen, 1174/1189 bezeugt.
        1. Heinrich III., 1202 bezeugt, † 1246 Graf von Salm; ⚭ Judith von Lothringen, Tochter von Friedrich I. von Ober-Lothringen
          1. Heinrich, Ritter, 1216 bezeugt, † 1228; ⚭ Joatte Margarethe von Bar, Tochter von Graf Theobald I.
            1. Heinrich IV., 1247 bezeugt, † 1292, 1245 Graf von Salm, 1275/84 Graf von Blieskastel ⚭ Loretta von Blieskastel, Erbin von Hunolstein, Bernkastel und Püttlingen, Tochter des Grafen Heinrich von Blieskastel.
              1. Johann I., 1280/1330 bezeugt, 1292 Graf von Salm, ⚭ Jeanne von Joinville, Erbin von Neuviller, Tochter von Lord Geoffrey de Geneville
                1. Simon I., X 1346, 1332 Graf von Salm
                  1. Johann II., 1347/1400 bezeugt, 1347 Graf von Salm, 1358/65 Graf von Chiny – Nachkommen siehe unten

                2. Nikolaus I., † 1343, 1336 Graf von Salm, 1337 Herr von Püttlingen; ⚭ Margareta, Tochter des Emich von Blamont
                3. Loretta, † 1346, ⚭ Heinrich II. Graf von Sponheim-Starkenburg

        2. Friedrich, † vor 1258, Herr von Blâmont – Nachkommen: die Herren von Blamont (Blankenberg), † 1503
        3. Agnes, † 1280, Äbtissin von Remiremont

      2. Friedrich-Heinrich, † vor 1246, Herr von Blamont
        1. Henrion, 1255/77 bezeugt, Herr von Blamont

      3. Elisabeth, 1200 bezeugt; ⚭ Friedrich II., Graf von Salm und Graf von Vianden, 1163/87 bezeugt. Von ihnen stammen ab die Grafen von Salm in den Ardennen, welche mit Graf Heinrich VII. von Niedersalm († 1416) aussterben. Dieser vermachte, nachdem seine Kinder alle ohne Nachkommen und vor ihm gestorben waren, seinen Besitz testamentarisch an seinen Neffen Johann V. von Reifferscheid († 1418). Die Herren von Reifferscheidt und Dyck waren wohl die nächsten Blutsverwandten des Erblassers.[1] Johann VI. von Reifferscheid († 1475), der Sohn des Johann V., bekommt die Niedersalm’schen Güter 1456 durch ein Urteil des Rates des Herzogtums Luxemburg zugesprochen.  Ab 1460 nennt sich Johann VI. auch „Graf zu Salm“. – Nachkommen: das Haus Salm-Reifferscheidt mit mehreren fürstlichen Linien.

  2. Otto I. von Salm, † 1150, Pfalzgraf bei Rhein, Graf von Bentheim, Graf von Rheineck, ⚭ Gertrud von Northeim, 1134 Pfalzgräfin, Erbin von Friesland, Tochter von Heinrich dem Fetten und Witwe von Siegfried I. (Weimar-Orlamünde) (* um 1075; † 9. März 1113).
    1. Otto d. J., † 1148/1149, Pfalzgraf bei Rhein, Graf von Rheineck und von Bentheim ⚭ N. Tochter von Albrecht dem Bären ?
    2. Sophia, erbt Bentheim, ⚭ Dietrich VI. Graf von Holland, † 1157 (Gerulfinger)

### 15./16. Jahrhundert
1. Johann II., 1347/1400 bezeugt, 1347 Graf von Salm, 1358/65 Graf von Chiny ⚭ 1355 Philippa von Falkenberg[2] – Vorfahren siehe oben
  1. Simon II., † 1397, 1396 in Born, Sittard, Ravenstein und Susteren[2]
  2. Johann III. * um 1370, † 1431[3] ⚭ I 1403 Guillemette de Vergy † 1412 (Haus Vergy); ⚭ II 1422 Jeanne Alix de Joinville
    1. (aus I) Simon III., † 1475 ⚭ Jeanne van Rotselaer[2]
      1. Jakob, † 1475, 1459 Graf zu Salm, 1463 Herr zu Roetselaer[2]
      2. Johannette, † 1496, Erbin von halb Salm, Mörchingen (Morhange), Rotselaer etc.;[2] ⚭ Johann V. Wild- und Rheingraf zu Dhaun und Kyrburg, 1475 Graf zu Salm, † 1495 – Nachkommen: die Grafen zu Salm, 1623 Fürsten zu Salm († 1738), 1739 Fürsten zu Salm-Salm, 1742 Fürsten zu Salm-Kyrburg († 1905), 1816 Fürsten zu Salm-Horstmar

    2. (aus II) Johann IV., † 1485, Graf zu Salm; ⚭ 1451 Margarete von Sierck, † 1520
      1. Johann V., † 1505, Graf zu Salm, Baron von Viviers ⚭ 1490 Anne d’Haraucourt, Dame de Brandenbourg
        1. Johann VI. von Salm-Badenweiler † 1548, ⚭ 1528 Louise de Stainville † 1586
          1. Johann VII., † 1600, 1548 in halb Salm, 1571 souverän
          2. Anton (ca. 1530–1564), letzter Abt des Klosters Hornbach, Präsident des Reichskammergerichtes zu Speyer[2]
          3. Claudius, † 1583, Herr zu Finstingen, Baron von Brandenburg, Herr von Faucquemont, Louppy, Ubexy etc. ⚭ Cristina de Madruzzo (1563–1624)
          4. Paul, † 1584, Graf von Salm, Baron von Brandenburg
            1. Christina Katharina, † 1627, folgt 1600 in halb Salm, Ruppes, Domrémy-la-Pucelle etc.; ⚭ Franz II., Herzog von Lothringen, † 1632 – Nachkommen: die Häuser Vaudémont und Habsburg-Lothringen

          5. Franziska, † 1587; ⚭ Friedrich, Wild- und Rheingraf, Graf zu (halb) Salm, † 1608

        2. Anna, † 1557, Erbin von Bettingen und Dollendorf; ⚭ Jakob Graf von Manderscheid, † 1562

      2. Johanna, † 1510 ⚭ Johann von Waldburg, Graf von Sonnenberg zu Wolfegg
      3. Niklas, † 1530, (als Nikolaus II.) Graf von Salm und (als Nikolaus I.) regierender Graf von Neuburg – Nachkommen: die Linie Salm-Neuburg
      4. Eva (1468–1521), ⚭ 1488 Heinrich, Herzog von Württemberg in Mömpelgard (1448–1519)
        1. Maria (1496–1541), ⚭ 1515 Heinrich II. Herzog von Braunschweig-Wolfenbüttel (1489–1568)
        2. Georg I. von Württemberg-Mömpelgard (1498–1558)